# Bitwa nad Dead Buffalo Lake
Bitwa nad Dead Buffalo Lake – starcie zbrojne, które miało miejsce 26 lipca 1863 w trakcie wojny z Dakotami.
Po bitwie pod Big Mound z 24 lipca 1863 roku generał Sibley przesunął obóz o 4 mile i nakazał wypoczynek do następnego dnia. Rankiem 26 lipca wojsko ruszyło w dalszą drogę i po przejściu 14 mil natknęło się na gotowych do walki Dakotów. Początkowo walka odbywała się na dystans, ponieważ Indianie powstrzymywali się przed otwartym starciem z żołnierzami. Najcięższe walki rozpoczęły się, gdy Dakotowie spróbowali zaatakować z flanki lewy bok amerykańskiego obozu i zdobyć umieszczone tam muły. Ich atak został po ciężkiej walce odparty. Po nieudanym ataku Indanie wycofali się z pola bitwy, co pozwoliło następnego dnia podjąć Sibleyowi marsz.